# Nikon D2
Nikon D2 désigne une gamme d'appareils photos réflex numériques professionnels au format APS-C. La gamme est déclinée en quatre versions, soient deux types d'appareils et deux mises à jour de ceux-ci. Les D2H et D2Hs offrent une grande cadence de déclenchement, et sont plutôt destinés à la photo sportive et d'action, tandis que les D2X et D2Xs offrent une plus grande définition de capteur. On retrouve ainsi la logique mise en place avec les Nikon D1H et Nikon D1X.

## Points communs
Les D2 possèdent une architecture commune, en tant que Reflex professionnels, ce sont des boîtiers tropicalisés, et donc équipés de joints anti-ruissellements, de plus, leur structure est réalisée en magnésium.
Leur ergonomie permet la prise en main verticale, ce sans ajout de grip additionnel. Ils sont ainsi équipés de boutons permettant le déclenchement, le réglage de l'ouverture et de la vitesse, ainsi que le démarrage de l'autofocus sur la partie inférieure de l'appareil. On remarque par ailleurs que deux écrans équipent le dos du boîtier. L'un permet la visualisation des photographies et l'accès aux menus, comme la grande majorité des appareils photos numériques, tandis que l'autre permet un accès rapide à certains réglages, tels que la balance des blancs, la sensibilité et la qualité d'image. Les D2 sont aussi équipés d'un microphone, permettant d'annoter vocalement les photographies réalisées. Comme les autres réflex Nikon, les D2 sont équipés d'un écran sur le dessus du boîtier, permettant de rappeler les paramètres de prise de vue, tels que la vitesse, le diaphragme, le nombre de vues restantes sur la carte mémoire et en cache, le type de mesure de la lumière, d'autofocus, le mode engagé et l'état de la batterie.
Ils offrent aussi une compatibilité avec les objectifs Nikkor AI grâce à leur cellule de mesure de la lumière spécifique. C'est d'ailleurs à cause de celle-ci que les D2 ne disposent pas de flashs intégrés, contrairement au D200 par exemple. Le flash doit donc être installé sur la griffe ISO, et ne peut être déclenché qu'avec un dispositif externe, ou via le câble synchro X. Cette synchro s'effectue par ailleurs à une vitesse maximale de 1/250 s.
Le viseur aussi est commun aux boitiers, digne de sa gamme, est basé sur un pentaprisme et offre une couverture de 100 %.

## Le Nikon D2H
D1H D3
Historiquement le premier des D2, le Nikon D2H est destiné à remplacer le Nikon D1H pour la photographie d'action, et de sport notamment. Son capteur est développé pour accepter une grande cadence de déclenchement.
Présenté le 22 juillet 2003 à la presse. 8 vps

## Le Nikon D2Hs
Le Nikon D2Hs, annoncé le 16 février 2005, est une évolution du D2H, il possède ainsi le même capteur et le même boitier.

## Le Nikon D2X
D1X D3
À sa sortie, en 2005, le Nikon D2X est le réflex offrant la plus grande résolution de la marque Nikon. Celui-ci est destiné à une utilisation professionnelle, notamment lorsque l'image est amenée à être imprimée en grand format.
Sa cadence de déclenchement est plus faible que le D2H en plein format, car limitée à 5 vps, toutefois, en mode Ultra, qui implique un recadrage, le D2X permet jusqu'à 8 vps à 7 Mpixels.

## Le Nikon D2Xs
Le Nikon D2Xs est une évolution du D2X, sorti en juillet 2006. Dessiné par Giorgetto Giugiaro ce boîtier bénéficie d'amélioration de l'ergonomie, grâce notamment à l'amélioration des menus, de l'écran qui devient un écran de 2,5" à champ de visibilité plus large. Bien que la majorité des composants du boitier soient les mêmes, on trouve maintenant un nouveau mode Noir et Blanc, et la mesure matricielle reste disponible en cadence « Ultra ». Lors de l'utilisation de cette cadence, un masquage de la visée est maintenant mis en place.